# Мастило (група)
 Тази статия е за групата.  За течността вижте Мастило.  
„Мастило“ е български музикален състав, изпълняващ песни в стил поп и рок.

## Биография
Групата е създадена през 1999 г. в София. Лицето на „Мастило“ е Виктория Терзийска, която през 1998 г. е била за кратко време вокал на „Спринт“. Освен като вокалистка, Виктория става известна и като водеща на музикалната класация „Форте“ по БНТ.
В „Мастило“ са още:
- Десислав Данчев – китара;
- Владислав Христов – барабани;
- Кирил „Кирединго“ Диков – бас.

Пилотната песен на „Мастило“ се казва „В двореца съм сама“, музиката е на китариста, а текстът е на Виктория. Като гост на клавишните в песента е поканен Краси от D-2.
Първият албум на „Мастило“ – „Iгуана“, се появява през 2002 година и прави групата известна с авторската ѝ музика, тъй като преди това тя изпълнява предимно кавъри в столичните клубове. Автор на всички текстове е Виктория Терзийска. Освен за „Мастило“, тя пише текстове и за други артисти от родната сцена, докато нейният колега Десислав Данчев – Деси, прави музиката и аранжиментите.
Най-големите хитове на „Мастило“ са пилотният сингъл „В двореца съм сама“ и песните „Моите кафеви очи“, „Онова момиче“, „Идвам“ и „Не се съмнявай“. Всички те са от първия албум „Iгуана“.
През февруари 2006 г. група „Мастило“ издава третия си албум „Ела до мен“.
През 2012 г. групата издава четвъртия си албум „В ръцете ти е най-добре“. В албума се включат избрани песни на групата, както и три нови.
През 2015 г. „Мастило“ провежда турнето „Виж ме пак“ в оперите на различни български градове (Стара Загора, Русе, Варна, Пловдив). То привлича много хора и е успешно.
Групата е твърд поддръжник на споразумението ACTA.

## Дискография

### Iгуана (2002)
1. Моите кафеви очи
2. Не се съмнявай в мен
3. В двореца съм сама
4. Идвам
5. Джени
6. Виж ме пак
7. Идвам – Klaus remix
8. В двореца съм сама – Klaus remix
9. Флирт
10. Онова момиче

### Репетиция (2004)
1. Така приятно е с теб
2. Неразделни
3. Памуковите облаци (guitar remix)
4. Малките неща
5. Памуковите облаци

### Ела до мен (2006)
1. Моят портрет
2. Ела до мен
3. Думите
4. Будапеща
5. Що ли те чакам още
6. There For You
7. New Life
8. Кукличка
9. Излишен страх
10. Next To You
11. Top Of the World

### Други песни
- Купи си огледало
- Спираш ми дъха (2013)
- Прости ми (2015)
- Само аз и ти (2016)
- Ела, ела (2014)
- Въглехидрати (2017)